# 8079 Bernardlovell
8079 Bernardlovell este un asteroid din centura principală de asteroizi.

## Descriere
8079 Bernardlovell este un asteroid din centura principală de asteroizi. A fost descoperit pe 4 decembrie 1986 la Stația Anderson Mesa de Edward L. G. Bowell. Asteroidul prezintă o orbită caracterizată de o semiaxă mare de 2,37 ua, o excentricitate de 0,19 și o înclinație de 2,5° în raport cu ecliptica.